# Lepidotrigla cavillone
Lepidotrigla cavillone is een straalvinnige vissensoort uit de familie van ponen (Triglidae).
De wetenschappelijke naam van de soort is voor het eerst geldig gepubliceerd in 1801 door Bernard Germain de Lacépède.